# Чернец (река)
Чернец — река в Волотовском и Старорусском районе Новгородской области. Исток находится в болотистой местности в 2 км южнее деревни Гребло. Впадает в озеро Ильмень. Протяжённость — 40 км Площадь водосборного бассейна — 106 км².
Имеет несколько притоков, самый крупный из которых Витка (слева).
Высота устья — 18,1 м над уровнем моря.
На реке стоят более десяти населённых пунктов. Наиболее крупные из них: деревни Пустой Чернец, Нагово, Большое Вороново, Малое Вороново, Пеньково, Жилой Чернец.
В районе деревни Нагово река пересекается автодорогой Р51 Шимск — Старая Русса.